# Оробець Леся Юріївна
Ле́ся Ю́ріївна Оробе́ць (нар. 3 травня 1982, Київ, Українська РСР, СРСР) — українська політична та державна діячка, Народна депутатка України 6-го та 7-го скликання. Позапартійна з 26 березня 2014. Раніше — членкиня партії Всеукраїнське об'єднання «Батьківщина», входила до Політради. Учасниця Євромайдану, антикорупційна активістка. 27 липня 2014 року створила та очолила нову політичну партію «Могутня Україна».
За версією газети «Дело» у 2010 році визнана найвпливовішим політиком-блоґером. За версією журналу «Фокус» два роки поспіль (у 2011 році на 54 місце, у 2012 році — 26 місце) входила до 100 найбільш впливових жінок України. За версією журналу «Публичные люди» у 2011 році була включена до 10 найбільш авторитетних діячів у сфері просвітництва.

## Біографія
Народилася 3 травня 1982 року в Києві. Батько: український політик Юрій Оробець — народний депутат України у 1994–1998 та 2002–2006 роках, Герой України (посмертно). Відомий правозахисною діяльністю і протистоянням режиму Кучми. Під час виборів мера Мукачева у 2004 році брав активну участь у боротьбі проти використання владою адмінресурсу і виборчих фальсифікацій. Загинув у ДТП за підозрілих обставин напередодні звіту спеціальної слідчої комісії стосовно незаконних виборів у місті Черкаси. Мати Оксана — інженер-хімік. Має брата Ореста.
З 1996 по 1999 рік навчалася в Українському гуманітарному ліцеї Київського національного університету імені Тараса Шевченка за спеціалізацією правознавство. У 1999 році розпочала навчання у Інституті міжнародних відносин Київського національного університету імені Тараса Шевченка, У 2005 році закінчила другу освіту, здобула диплом магістра з кваліфікацією юрист-міжнародник, перекладач з англійської мови.

### Професійна діяльність
Січень 2002 — березень 2004 — юристка ТОВ «Сота», Київ.
Березень — вересень 2004 — помічниця-консультантка народного депутата України.
Жовтень 2004 — жовтень 2005 — асистентка з юридичних питань Міжнародної фінансової корпорації Групи Світового банку, Київ.
Жовтень 2005 — лютий 2007 — співробітниця представництва юридичної фірми «Бейкер і Макензі — Сі-Ай-Ес Лімітед», Київ.
Лютий — листопад 2007 — приватна підприємиця.
У травні 2007 року Оробець співзаснувала київську компанію «Рітейл Кредит Груп».
Листопад 2007 — грудень 2012 — народна депутатка України VI скликання від Блоку «Наша Україна — Народна самооборона», голова підкомітету з питань базової освіти Комітету Верховної Ради України з питань науки і освіти.
З грудня 2012 — народна депутатка України VII скликання від ВО «Батьківщина», секретарка Комітету Верховної Ради України у закордонних справах.

## Громадська і політична діяльність
З 2004 — активна учасниця підготовки до президентських виборів в Україні, заступниця голови виборчої комісії.
Восени 2007 року за підсумками позачергових парламентських виборів була обрана народною депутаткою від НУНС як позапартійна кандидатка. З 2008 року — входить до складу Єдиного Центру. 13 листопада 2010 року, на знак протесту [Архівовано 13 квітня 2014 у Wayback Machine.] проти входження лідера ЄЦ Віктора Балоги до уряду Азарова залишає партію, звинувачуючи її керівництво в зраді інтересів виборців.
З 2011 — членкиня команди «Фронту Змін».

За оцінкою аналітиків, може претендувати на рекордну кількість депутатських звернень, адресованих органам виконавчої влади різних рівнів упродовж каденції. Зокрема, в період 2011—2012 рр. Оробець надіслала понад 400 звернень [Архівовано 18 квітня 2014 у Wayback Machine.], орієнтованих на захист прав громадян і протидію корупції під час тендерних закупівель. Завдяки цьому в співпраці з «Наші Гроші» і «Центр Протидії Корупції» вдалося зберегти від тендерних розкрадань впродовж 2012 року понад 850 млн грн. бюджетних коштів.

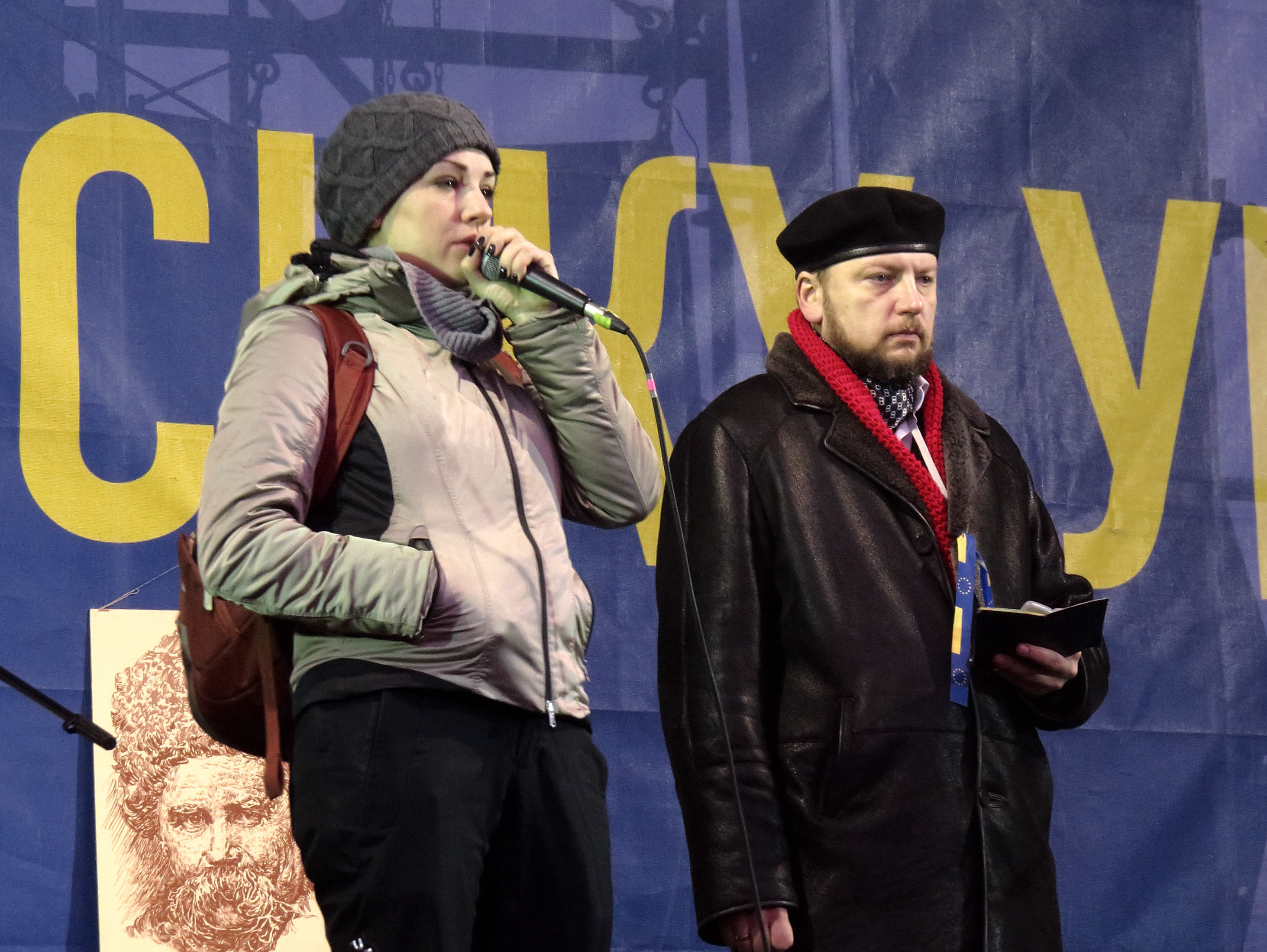
На Євромайдані

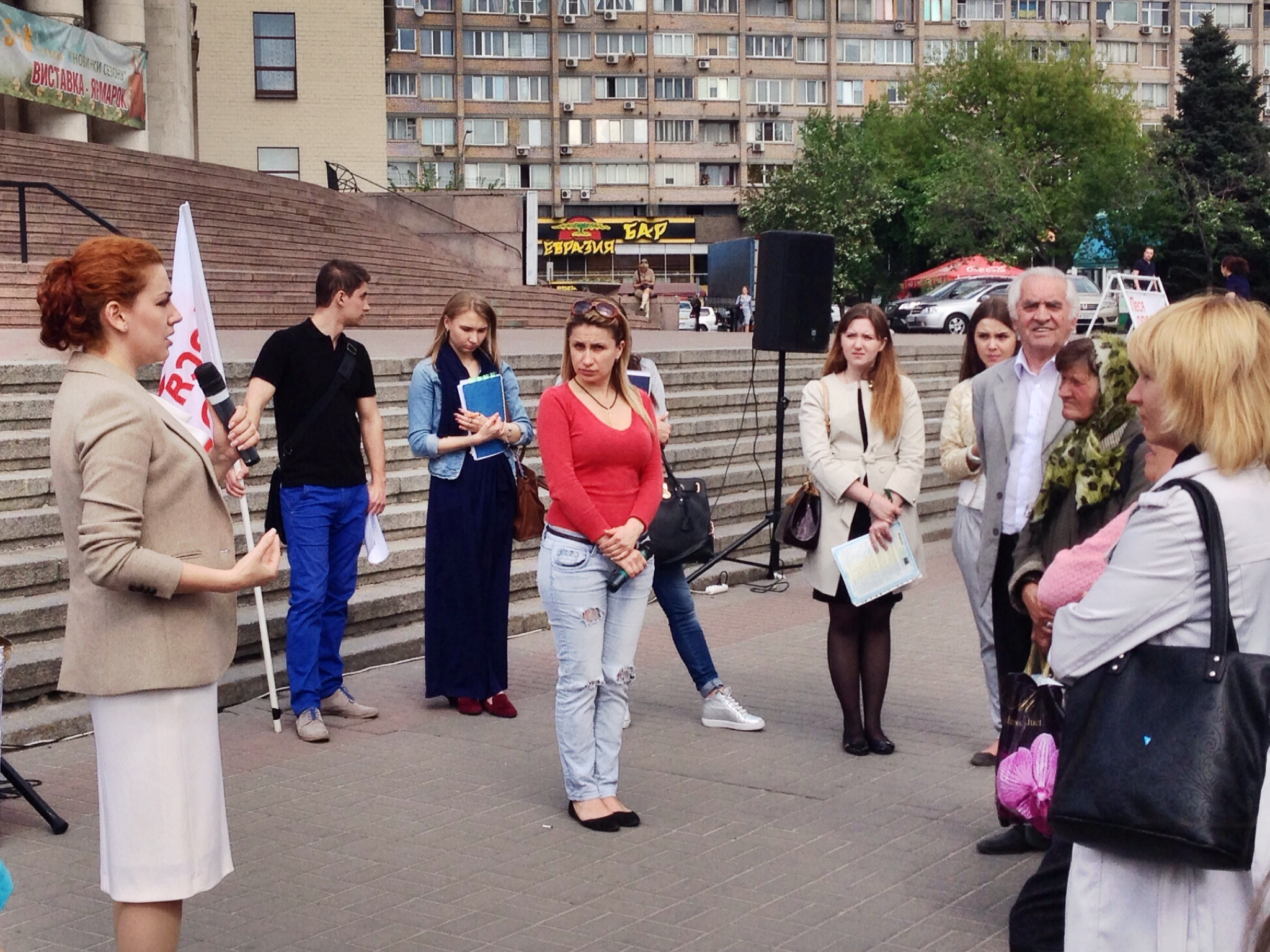
Зустріч з виборцями

У зв'язку з резонансними заявами й активною участю в правозахисних проєктах неодноразово опинялася в епіцентрі уваги ЗМІ.
2008 року публічно звернулася до Президента країни Віктора Ющенка з вимогою припинити розкрадання земель[недоступне посилання з вересня 2019] особами, наближеними до владних структур, а також ініціювала створення тимчасової слідчої комісії з вивчення обставин скуповування землі в Київській області Богданом Губським.
У 2010 році мобілізувала громадськість столичних Шулявки і Солом'янки на захист чистого довкілля в Києві в зв'язку з будівництвом сміттєспалювального заводу [Архівовано 8 липня 2013 у Wayback Machine.] у густонаселеному районі столиці в порушення чинного законодавства, змусивши владу ухвалити рішення про його закриття.
З 2010 року запобігає формуванню жорсткої адміністративної вертикалі [Архівовано 22 лютого 2012 у Wayback Machine.] управління в сфері освіти і науки, а також курсу міністра Дмитра Табачника на політизацію галузі в інтересах ПР.
У 2010—2012 р.р. активно протистоїть спробам фальсифікації рішень комітетів і нормативних актів. У 2011 році публічно звертається до В.Литвина з вимогою відновити текст закону про заборону реклами тютюну, фальсифікований [Архівовано 6 січня 2012 у Wayback Machine.] на етапі подання на підпис голові ВР.
У 2012 захищає волевиявлення громадян міста Черкаси від фальсифікацій на 194 виборчому окрузі [Архівовано 1 січня 2013 у Wayback Machine.] під час виборів до ВР.
З грудня 2012 — народна депутатка України 7-го скликання від партії «Батьківщина» (№ 26 у списку).
В листопаді 2013 — березні 2014 — бере активну участь в подіях єврореволюції, зокрема була на Майдані в ході штурму в ніч на 11 грудня, зазнала нападу беркутівців 19 січня, 18-20 лютого тощо.
27 липня 2014 року створила та очолила нову політичну партію «Могутня Україна».
У травні 2014 року посіла друге місце серед 19 кандидатів на пост Київського міського Голови [Архівовано 4 серпня 2012 у WebCite], набравши 8,46 % голосів виборців. За результатами виборів, до Київської міської ради пройшли два члени команди Лесі Оробець: Галушка Олена та Олег Петровець.
5 вересня 2014 року на початку парламентської виборчої кампанії повідомила на своїй сторінці у Фейсбук, що не має наміру балатуватися на виборах через проблеми зі здоров'ям.
|  | Я не йду на вибори. За останні два роки підірвала своє здоров'я і просто не маю сил. Вітчизняна медицина вважає мене безнадійною. Зарубіжна каже, що шанси є. |

## Погляди
На своїй сторінці в Facebook Олеся Оробець прокоментувала протистояння в Одесі 2-го травня 2014 року.
|  | Цей день увійшов в історію. Одесити, попри зраду щонайменше частини міліції, відстояли Одесу і всім довели, що Одеса - це Україна. Ціною життів патріотів здобута видатна перемога. Колорадські скопища ліквідовані. Агресори, які перші напали, отримали більш ніж адекватну відповідь. |

Наприкінці лютого 2014 року під час політичної кризи в Україні Леся Оробець висловилася за підтримку заборони діяльності Комуністичної партії України.

## Законодавчі ініціативи
Серед законотворчих пріоритетів — реформування шкільної і вищої освіти, забезпечення прозорої та ефективної системи виборів до органів представницької влади, стимулювання благодійницької діяльності та здорового способу життя.
Впродовж каденції VI скликання підготовлено 35 проектів нормативних актів, у тому числі проекти реформування системи вищої освіти України, унормування незалежного оцінювання[недоступне посилання з липня 2019] (ЗНО) як єдиного критерію зарахування до ВНЗ, розширення прав суб'єктів дошкільної освіти[недоступне посилання з липня 2019], а також фундаментальний проект врегулювання діяльності благодійних організацій, розроблений спільно з ключовими експертами вітчизняних і міжнародних благодійних фондів.
8 нормативних актів, ініційованих депутатом, уже набули чинності [Архівовано 19 квітня 2012 у Wayback Machine.], зокрема «Про громадські об'єднання», «Про впровадження мораторію на закриття загальноосвітніх навчальних закладів у сільській місцевості», «Про внесення змін до деяких законодавчих актів України щодо заборони реклами, спонсорства та стимулювання продажу тютюнових виробів», «Про внесення змін до деяких законодавчих актів України (щодо вдосконалення окремих положень про обмеження місць куріння тютюнових виробів)» тощо.
Експерти відзначають високу ефективність нормативних нововведень у сфері запобігання корупції і тютюнопаління, у тому числі, орієнтованих на заборону реклами виробів із тютюну (перший і другий закони), підвищення тютюнового акцизу [Архівовано 3 травня 2014 у Wayback Machine.], заборона куріння в громадських місцях [Архівовано 10 січня 2013 у Wayback Machine.] (перший [Архівовано 3 лютого 2013 у Wayback Machine.] і другий закони).
Як наслідок — рівень щоденного паління упродовж останніх 5 років зменшився на 17 % серед українських чоловіків та вдвічі серед жінок, лише за січень — вересень 2012 р. за рахунок акцизних надходжень від тютюну бюджет отримав 12,8 млрд гривень, з 16 вересня 2012 р. було повністю заборонено будь-яку рекламу [Архівовано 3 лютого 2013 у Wayback Machine.] тютюнових виробів, а з 16 грудня 2012 р. набула чинності повна заборона паління в закладах громадського харчування.

## Нагороди
- Відомча заохочувальна відзнака МВС України «Вогнепальна зброя» (6 травня 2014) — пістолет ПМ, № РУ 1040-87, калібр 9 мм[10]

## Особисте життя

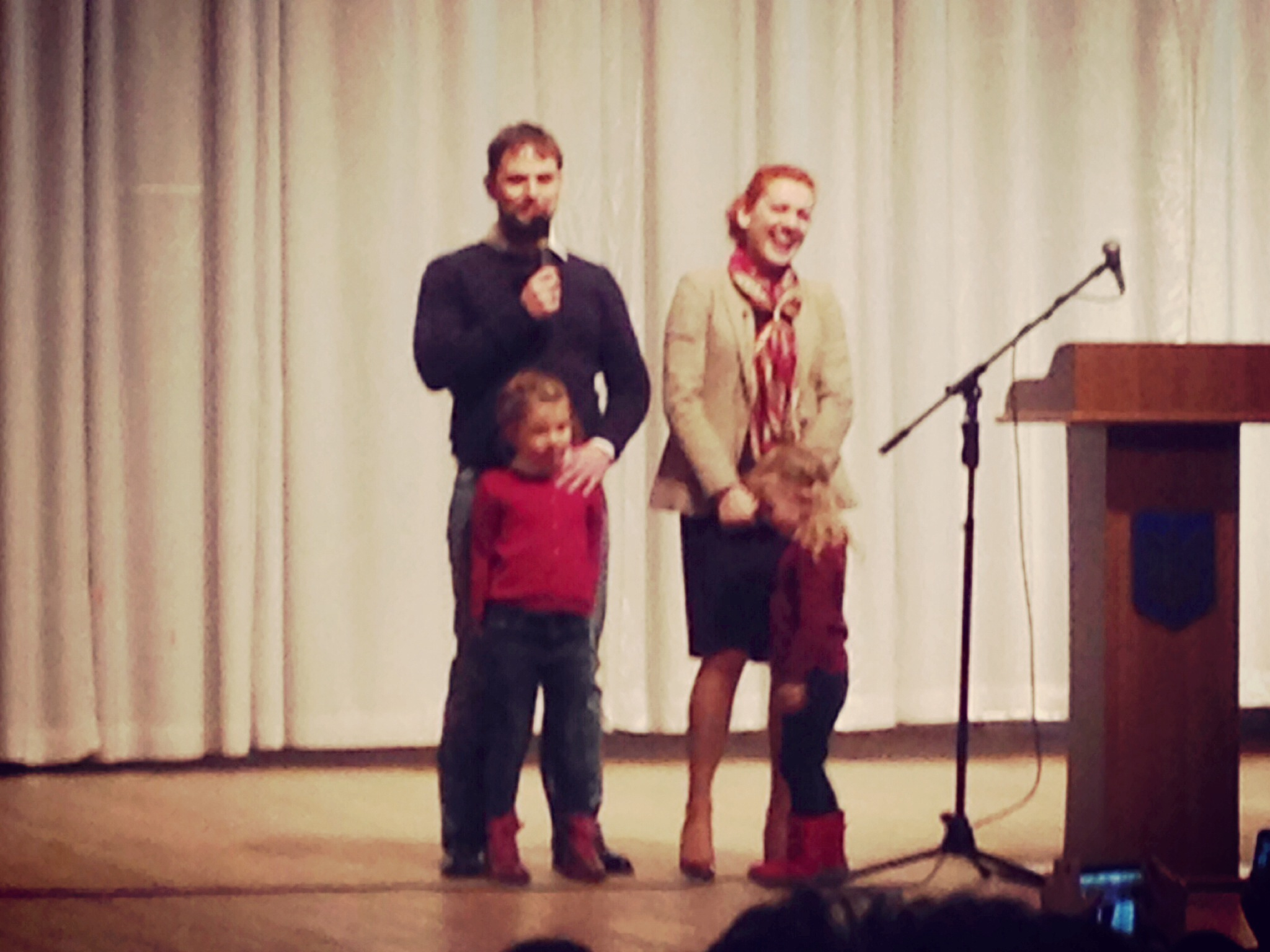
З родиною

Одружена з Олександром Омельчуком. В епіцентрі уваги ЗМІ опинився після парламентських виборів 2012 р. у зв'язку зі звинуваченнями в ухиленні від сплати податків та обшуком офісу його компанії, які було розцінено експертами як інструмент тиску [Архівовано 18 листопада 2012 у Wayback Machine.] на Лесю Оробець з метою вплинути на її політичну позицію напередодні формування більшості у ВР.
Має двох доньок — Соню (нар. 16 грудня 2008) та Еріку (нар. 25 серпня 2010).